# Gagnebina
Gagnebina es un género de planta perteneciente a la familia de las fabáceas.  Comprende 13 especies descritas y de estas, solo 6 aceptadas.

## Taxonomía
El género fue descrito por Neck. ex DC.  y publicado en Prodromus Systematis Naturalis Regni Vegetabilis 2: 431. 1825.

## Especies aceptadas
A continuación se brinda un listado de las especies del género Gagnebina aceptadas hasta agosto de 2012, ordenadas alfabéticamente. Para cada una se indica el nombre binomial seguido del autor, abreviado según las convenciones y usos.
- Gagnebina bakoliae Luckow & Du Puy
- Gagnebina commersoniana (Baill.) R.Vig.
- Gagnebina microcephala (Renvoize) Villiers
- Gagnebina myriophylla (Baker) G.P.Lewis & P.Guinet
- Gagnebina pervilleana (Baill.) G.P.Lewis & P.Guinet
- Gagnebina pterocarpa (Lam.) Baill.